# Karl-Heinz Olschewski
Karl-Heinz „Catweazle“ Olschewski (* 1943 in Essen; † 22. Januar 2013 in Duisburg) war ein deutsches Fußballfan-Original, das den FC Schalke 04 unterstützte. Während seine Freunde ihn „Olly“ nannten, war er in Fankreisen unter dem Namen „Catweazle“ bekannt.
Als Jugendlicher erlebte Karl-Heinz Olschewski 1958 das Finale um die deutsche Fußballmeisterschaft in Hannover, das Schalke 04 gegen den Hamburger SV 3:0 gewann. Nach eigenen Angaben malte er anschließend den Schalker Bahnhof blau-weiß an und wurde deshalb kurzfristig in Gewahrsam genommen. Nach dem Bau des Parkstadions war er ab 1973 jahrzehntelang bei den Schalke-Spielen im Block 5 der Nordkurve anzutreffen. Er war oft im Fernsehen zu sehen und wurde immer wieder interviewt, so z. B. für die Fußballsendung ran. Seinen Spitznamen „Catweazle“ erhielt er aufgrund seiner äußeren Ähnlichkeit mit dem Protagonisten der gleichnamigen britischen Fernsehserie. Auffällig waren insbesondere Olschewskis lange Haare und sein zotteliger Bart, außerdem eine typische Kutte mit vielen Aufnähern und eine stets mitgeführte Trommel, mit der er auf einem der Lautsprechermasten saß und Stimmung machte. Er wurde zu einem  prägenden Element der Schalker Fankultur. Als der FC Schalke 04 2001 in die Veltins-Arena umzog, fühlte er sich in dem neuen, deutlich kommerzielleren Ambiente nicht mehr wohl. In seinen Worten: „Diese ganzen Mode-Fuzzis, diese Sesselfurzer, ‚sehen und gesehen werden’ - da lach ich mich kaputt. Im VIP-Raum sitzen Leute mit Fliege, da krieg ich ein' am Rappel. So was kann ich nicht akzeptieren.“
Karl-Heinz Olschweski bestritt seinen Lebensunterhalt mit Einkünften aus einem Antiquitätenhandel. Zuletzt arbeitete er in einer Gaststätte in Duisburg. 2005 meldeten mehrere Medien irrtümlich seinen Tod. Viele erschrockene Fans schickten seiner Frau Kondolenzschreiben, sein Hausflur war mit Blumenkränzen übersät. Zugunsten der Gelsenkirchener Tafel versteigerte Olschewski, der selbst in bescheidenen Verhältnissen lebte, im März 2009 seine bekannte Trommel. Die Online-Auktion brachte 1260 Euro ein. Knapp vier Jahre später, im Januar 2013, verstarb er im Alter von 69 Jahren nach langem Nierenleiden.
Beigesetzt wurde Karl-Heinz Olschewski auf dem Schalker Fan-Feld in Gelsenkirchen-Beckhausen. An den Kosten der Beerdigung beteiligten sich unter anderem der FC Schalke 04 und die karitative Stiftung Schalke hilft!.